# Codice penale (film)
Codice penale (The Criminal Code) è un film del 1930 diretto da Howard Hawks.
Adattato da Fred Niblo Jr. e Seton I. Miller, il soggetto del film si basa sull'omonimo lavoro teatrale di Martin Flavin, andato in scena a Broadway il 2 ottobre 1929. Film sonoro, fu girato in monofonia con il sistema Western Electric. Niblo e Miller furono candidati nel 1931 all'Oscar alla migliore sceneggiatura non originale.

## Trama
Sei anni di duro lavoro nel mulino della prigione hanno messo a dura prova il giovane Graham, condannato per omicidio colposo dopo una rissa. Il medico e lo psichiatra del penitenziario raccomandano che gli venga cambiata mansione prima che il danno psicologico diventi irreversibile. Il direttore della prigione, ricordandosi che fu lui, in qualità di procuratore distrettuale, a farlo finire dietro le sbarre, cerca di aiutarlo assumendolo come suo domestico. Graham apprezza il gesto del direttore, e in particolare la compagnia della figlia, Mary.
Uno dei compagni di cella di Graham cerca di scappare con altri due, ma qualcuno informa le guardie, che uccidono uno di loro. Ned Galloway, l'altro compagno di cella di Graham, giura di vendicare questa morte con l'uccisione dell'informatore e avvertendo Graham di stargli lontano. Il direttore crede che Graham non sia l'assassino ma che sappia chi sia stato. Promettendogli la libertà vigilata, il direttore chiede il nome dell'assassino. Graham sceglie la strada dell'omertà, quindi il direttore lo manda in isolamento, sperando che cambi idea.
Mary ritorna da un viaggio e rimane scossa quando scopre che Graham è stato di nuovo rinchiuso. Proclama il suo amore per lui e sollecita la sua liberazione. Il padre le promette di farlo, ma nel frattempo il capitano Gleason fa pressione su Graham per farlo confessare. Galloway è grato che Graham sia rimasto fedele e si fa mandare di proposito in isolamento e uccide Gleason, con il quale aveva un conto in sospeso.

## Produzione
Le riprese del film durarono dal 23 settembre al 10 novembre 1930. Il film, una A Howard Hawks Production, fu prodotto dalla Columbia Pictures Corporation. Ne vennero girate, contemporaneamente, due versioni per il mercato straniero: una in spagnolo e una in francese.
Fonti moderne riportano che a Hawks non piaceva per niente l'ultimo atto del lavoro teatrale di Flavin. Gli piaceva invece la prima parte di quel dramma carcerario. Decise così di cercare di risolvere il problema incontrando una ventina di galeotti cui chiese consiglio chiedendo loro come poteva andare a finire la storia. Lo stesso Hawks dichiarò che furono gli stessi carcerati a suggerirgli l'intero ultimo atto e la fine del dramma.

## Distribuzione
Il copyright del film, richiesto dalla Columbia Pictures Corp., fu registrato il 15 gennaio 1931 con il numero LP1894.
Distribuito dalla Columbia e presentato in prima a Boston il 31 dicembre 1930, il film uscì nelle sale cinematografiche statunitensi il 3 gennaio 1931. Nel 1931, venne distribuito dalla United Artists anche in Irlanda (28 agosto) e nel Regno Unito (5 ottobre). In Francia uscì il 1 febbraio 1932 con il titolo Le Code criminel; in Giappone nel marzo 1932; in Svezia, come De dömdas lag, il 22 ottobre 1932.